# Noccaea occitanica
Noccaea occitanica är en korsblommig växtart som först beskrevs av Claude Thomas Alexis Jordan, och fick sitt nu gällande namn av Friedrich Karl Meyer. Noccaea occitanica ingår i släktet backskärvfrön, och familjen korsblommiga växter. Inga underarter finns listade i Catalogue of Life.